# عوز الأندروجين
عوز الأندروجين أو نقص الأندروجين هو حالة طبية يحدث في سياقها عدم كفاية نشاط الأندروجين في الجسم. يؤثر نقص الأندروجين بشكل شائع على النساء، ويسمى أيضًا متلازمة قصور الأندروجين الأنثوي (FAIS)، ولكنه قد يحدث عند كلا الجنسين. يعتمد النشاط الأندروجيني على الأندروجينات (فئة من الهرمونات الستيرويدية ذات الارتباطات المتفاوتة لمستقبلات الأندروجين)، وعلى عوامل أخرى مختلفة بما في ذلك وفرة مستقبلات الأندروجين والحساسية والوظيفة. يحدث في سياق نقص الأندروجين العديد من الأعراض بما في ذلك نقص الطاقة والتحفيز، والاكتئاب، ونقص الرغبة الجنسية، وفي الحالات الأكثر شدة تغيرات في الخصائص الجنسية الثانوية.

## العلامات والأعراض
تشمل أعراض الحالة عند الذكور فقدان الرغبة الجنسية، والعجز الجنسي، والعقم، وانكماش الخصيتين والقضيب والبروستات، وانخفاض التذكير (مثل نقص نمو شعر الوجه والجسم)، وانخفاض كتلة العضلات، والقلق، والاكتئاب، والتعب، وأعراض اضطرابات الحركية الوعائية (الهبات الساخنة) والأرق والصداع واعتلال عضلة القلب وهشاشة العظام. بالإضافة إلى ذلك، قد تظهر أعراض فرط الإستروجين، مثل التثدي والتأنيث عند الذكور.
في الذكور، قد ينجم نوع من الاعتلال العضلي معروف باسم «الاعتلال العضلي الناجم عن نقص هرمون التستوستيرون» عن نقص الأندروجين. تشمل العلامات والأعراض ارتفاع مستوى كرياتينين كيناز CK المصل، وهزال العضلات المتناظر وضعف العضلات (في الغالب الدانية)، والإحساس بالحرقة في القدمين ليلًا، والمشي بشكل متمايل، ونقص الغلوكوز الصيامي. أظهر مخطط كهربية العضل (EMG) انكماشًا إراديًا منخفضًا للوحدات متعددة الأطوار قصيرة المدة. أظهرت خزعة العضلات دليلًا على وجود نخر عضلي وتجديد لاحق، وانقسام بعض الألياف، وتسلل الخلايا الالتهابية المزمنة إلى الألياف المتحللة، وزيادة في الأنسجة الدهنية والليفية (التليف)، مع هيمنة الألياف العضلية من النوع الأول (بطيئة الانقباض/المؤكسدة)، وبعض الضمور المختلط للألياف العضلية من النوع الثاني (سريعة الانقباض/تحلل السكر). يكون العلاج بإعطاء الهرمونات البديلة لهرمون التستوستيرون.
أما أعراض عوز الأندروجين عند الإناث هي فقدان الرغبة الجنسية، وانخفاض نمو شعر الجسم، والاكتئاب، والتعب، واحتقان الأوعية المهبلية (التي يمكن أن تؤدي إلى تشنجات)، والأعراض الحركية الوعائية (مثل الهبات الساخنة والخفقان)، والأرق، والصداع، وهشاشة العظام وانخفاض كتلة العضلات. بما أن هرمون الاستروجين يُصنع من الأندروجينات، فقد تظهر أعراض نقص هرمون الاستروجين لدى كلا الجنسين في حالات نقص الأندروجين الشديد.

## الأسباب
يحدث نقص الأندروجين في المقام الأول إما بسبب خلل وظيفي أو فشل أو غياب الغدد التناسلية (فرط الغدد التناسلية) أو اضطراب في منطقة ما تحت المهاد أو الغدة النخامية (نقص الغدد التناسلية). وهذا بدوره يمكن أن يحدث بسبب العديد من المحفزات المختلفة، بما في ذلك الحالات الوراثية (مثل عدم حساسية GnRH/موجهة الغدد التناسلية والعيوب الأنزيمية في تكوين الستيرويد)، والأورام، والصدمات النفسية، والجراحة، والمناعة الذاتية، والإشعاع، والالتهابات، والسموم، والأدوية، وغيرها الكثير. وقد يكون أيضًا نتيجة لحالات مثل متلازمة عدم حساسية الأندروجين أو فرط الاستروجين. قد تكون الشيخوخة أيضًا عاملًا في تطور نقص الأندروجين، إذ تنخفض مستويات الأندروجين مع تقدم العمر.

## التشخيص
يعتمد تشخيص نقص الأندروجين لدى الذكور على الأعراض مع إجراء قياسين على الأقل لهرمون التستوستيرون في الصباح بعد فترة من عدم تناول الطعام. بالنسبة لأولئك الذين ليس لديهم أعراض، لا يوصى بإجراء الاختبار بشكل عام. لا تُجرى اختبارات نقص الأندروجين بهدف تشخيصه عند النساء الأصحاء.

## العلاج
تعالج الحالة بالهرمونات البديلة (الأندروجينات) عند الأشخاص الذين يعانون من الأعراض. يؤدي العلاج في الغالب إلى تحسين الوظيفة الجنسية لدى الذكور.
يمكن إعطاء الهرمون المطلق لموجهة الغدد التناسلية (GnRH) / منبهات GnRH أو موجهة الغدد التناسلية (في حالة نقص الأندروجينية ناقص الغدد التناسلية). ذكرت إدارة الغذاء والدواء (FDA) في عام 2015 أنه لم تُحدد فوائد أو سلامة هرمون التستوستيرون بالنسبة لمستويات هرمون التستوستيرون المنخفضة بسبب الشيخوخة. طلبت إدارة الغذاء والدواء الأمريكية أن تتضمن الملصقات الصيدلانية الخاصة بالتستوستيرون معلومات تحذيرية عن احتمال زيادة خطر الإصابة بالنوبات القلبية والسكتات الدماغية.